# جاك دونكان (لاعب اتحاد الرغبي)
جاك دونكان (بالإنجليزية: Jack Duncan)‏ هو لاعب اتحاد الرغبي أسترالي، ولد في 1900 في سيدني في أستراليا، وتوفي في 1969.